# ISO 3166-2:SA
کد ISO 3166-2:SA بخشی از استاندارد ایزو ۳۱۶۶ برای کشور عربستان سعودی است که توسط سازمان بین‌المللی استانداردسازی ISO تنظیم شده‌است این سازمان، کدهای استاندارد را برای تقسیمات کشوری (ایالت‌ها یا استان‌های) کشورهای فهرست شده در استاندارد ایزو ۳۱۶۶-۱ تعریف می‌کند.
هر کد شامل دو بخش می‌گردد که توسط علامت - جدا می‌گردند.
- بخش نخست SA که در ایزو ۳۱۶۶-۱ آلفا-۲ کد کشور عربستان سعودی است.
- بخش دوم شامل یک یا دو یا سه حرف است که بیان‌کننده استان یا ایالت کشور عربستان سعودی می‌باشد.

## کدها
| کدها  | استان                      |
| ----- | -------------------------- |
| SA-11 | استان باحه                 |
| SA-08 | استان مرزهای شمالی         |
| SA-12 | جوف                        |
| SA-03 | استان مدینه                |
| SA-05 | قصیم (استان)               |
| SA-01 | استان ریاض                 |
| SA-04 | استان شرقی (عربستان سعودی) |
| SA-14 | استان عسیر                 |
| SA-06 | منطقه حائل                 |
| SA-09 | استان جیزان                |
| SA-02 | استان مکه                  |
| SA-10 | استان نجران                |
| SA-07 | استان تبوک                 |